# Орльонок (велосипед)

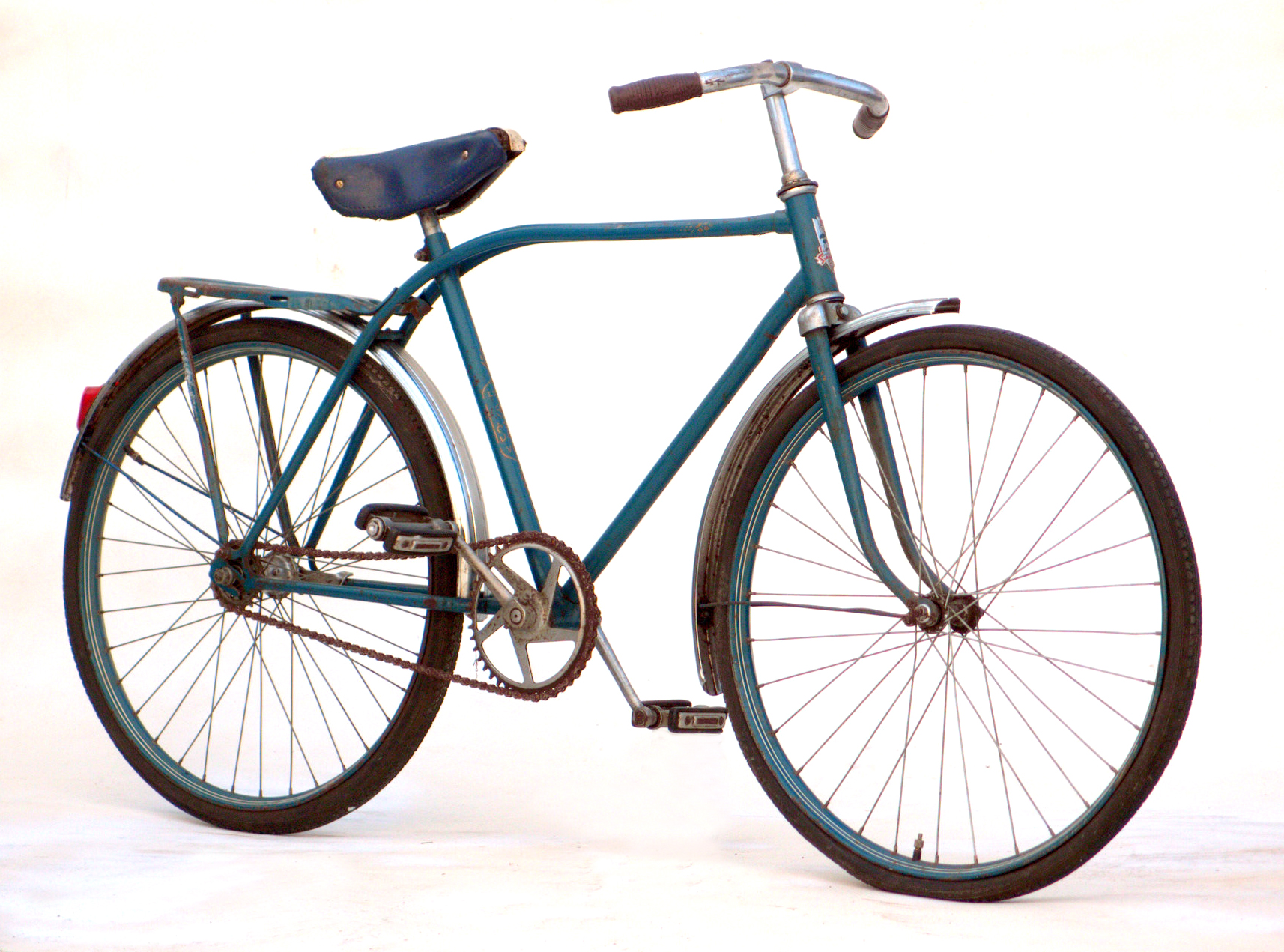
Велосипед В-72 «Орльонок», 1962 рік

«Орльонок» (лит. Ereliukas, укр. Орлятко) — підлітковий велосипед виробництва Шяуляйського велосипедно-моторного заводу «Вайрас», Литовська РСР. Був єдиним в СРСР велосипедом для підлітків.

## Загальні відомості
Підліткові велосипеди В-72 «Орльонок» для хлопчиків та В-82 «Ласточка» для дівчат
з 1949 до 1951 року випускалися Мінським велозаводом. Ці велосипеди
були розроблені на основі німецької документації, та вироблялись на устаткуванні вивезеному із Німеччині в рахунок репарацій.
У зв'язку з освоєнням випуску мотоцикла М-1М (копії німецького DKW RT-125), виробництво підліткових велосипедів було передано з Мінську на Шяуляйский велосипедний завод.
Модель В-72 «Орльонок» випускали без значних змін конструкції з 1951 по 1978 рік.

## Технічні особливості
Рама велосипеда паяна із сталевих труб. Особливістю моделі була верхня частина рами яка складалась з двох труб меншого діаметру і мала характерний дугоподібний вигин.
Велосипед оснащувався колесами розміром 24 дюйма, з шинами 533×37 мм (24" х 1,5"). Заднє колесо з гальмівною втулкою типу Torpedo виробництва ХВЗ.
Велосипеди перших років випуску оснащувались додатковим переднім ручним гальмом «штемпельного» типу.
Сідло мяке з горизонтальними пружинами. Верх сідла був кроєним, зшитим з шкірозамінника з підкладкою. На сідлі кріпилась сумочка для інструментів.
В 1970 р. було розпочато виробництво нової моделі 171—812 з прямою верхньою трубою рами. З 1984 року вироблялась дещо змінена модель 171—841.
Велосипеди «Орльонок» та запчастини до нього були дефіцитом, їх було важко придбати у вільному продажу.
Завод виробляв також велосипед з низькою рамою для дівчат В-82 «Ласточка» (лит. Kregždutė, «Крегждуте»). Його конструкція відрізнялась формою рами та сідлом.
Виробництво велосипедів «Орльонок» припинилось в першій половині 1990-х років.
Технічні характеристики велосипеда В-72 «Орльонок»:
- База — 980 мм
- Висота рами — 460 мм
- Висота каретки — 265 мм
- Розмір шин — 533×37 мм (24" х 1,5").
- Довжина шатунів — 140 мм
- Число зубців ведучої зірки — 44
- Число зубців задньої зірки — 19
- Тип втулки заднього колеса — гальмівна типу «Торпедо»
- Ручне гальмо — з дією на шину переднього колеса
- Сідло — м'яке, шите
- Кількість передач — 1
- Вага без приладдя — 12,5 кг[3]